# Medusa (película)
Medusa es una película brasileña de terror y fantasía de 2023, escrita y dirigida por Anita Rocha da Silveira. La película está protagonizada por Mariana Oliveira y se inspira en el mito de Medusa para contar la historia de un grupo de jóvenes que hacen todo lo posible para mantener la apariencia de mujeres perfectas, sometiéndose a un régimen de opresión. El reparto secundario está formado por Lara Tremouroux, Joana Medeiros, Felipe Frazão, Thiago Fragoso y Bruna Linzmeyer.

## Sinopsis
Hace muchos siglos surgió una leyenda que todavía se cuenta en la sociedad: la historia de Medusa. Era sacerdotisa de la diosa virgen Atenea, pero fue violada por Poseidón en su lugar de oración y devoción. Como castigo, Atenea convirtió su cabello en serpientes y cualquier hombre que la mirara sería convertido en piedra. Hoy en día, el mito sigue siendo ampliamente conocido. Mariana (Mariana Oliveira) es una joven que intenta con todas sus fuerzas mantener la apariencia de ser la mujer perfecta. Ella y sus amigas harán todo lo que esté a su alcance para controlar todo y a todos a su alrededor y resistir la tentación, pero el impulso de gritar se hace cada vez más fuerte.

## Reparto
- Mariana Oliveira como Mariana
- Lara Tremouroux como Michele
- Joana Medeiros como Karen
- Felipe Frazão como Lucas
- Thiago Fragoso como Pastor Guilherme
- Bruna G. como Clarissa
- Bruna Linzmeyer como Melissa
- Carol Romano como Vivian
- Fernanda Lasevitch como Rita
- Isadora Ruppert como Dani
- Julianna Pimenta como Lulu
- Anita Chaves como Paty
- Natália Balbino como Jennifer
- João Víthor Oliveira como Jonathan
- Arthur Santileone como Vigilante Arthur
- Bruno Marques como Vigilante Bruno
- Gui Heck como Vigilante Heck
- João Gana como Vigilante João
- Fernando Lúcio como Vigilante Fernando
- Lucas André como Vigilante André
- Marcelo Petzen como Vigilante Marcelo
- Lúcio Martínez como Vigilante Martínez
- Nestor Siqueira como Vigilante Nestor
- Pablo Cortez como Vigilante Pablo
- Danilo Mateus como Vigilante Tavarez
- Inez Viana como Dona Carmem
- Ana Suely Malta como Dona Francisca
- Márcio Mariante como Doutor Arnaldo
- Júlia Roliz como Júlia
- Bárbara Sut como Sara
- Dora Freind como Letícia
- Gabriel Salabert como Carlos
- Ivson Rainero como "Homem fiel"
- Clarisse Zarvos como "Mulher fiel"
- Luciana Novak como "Falsa Melissa"

## Producción
Antecedentes

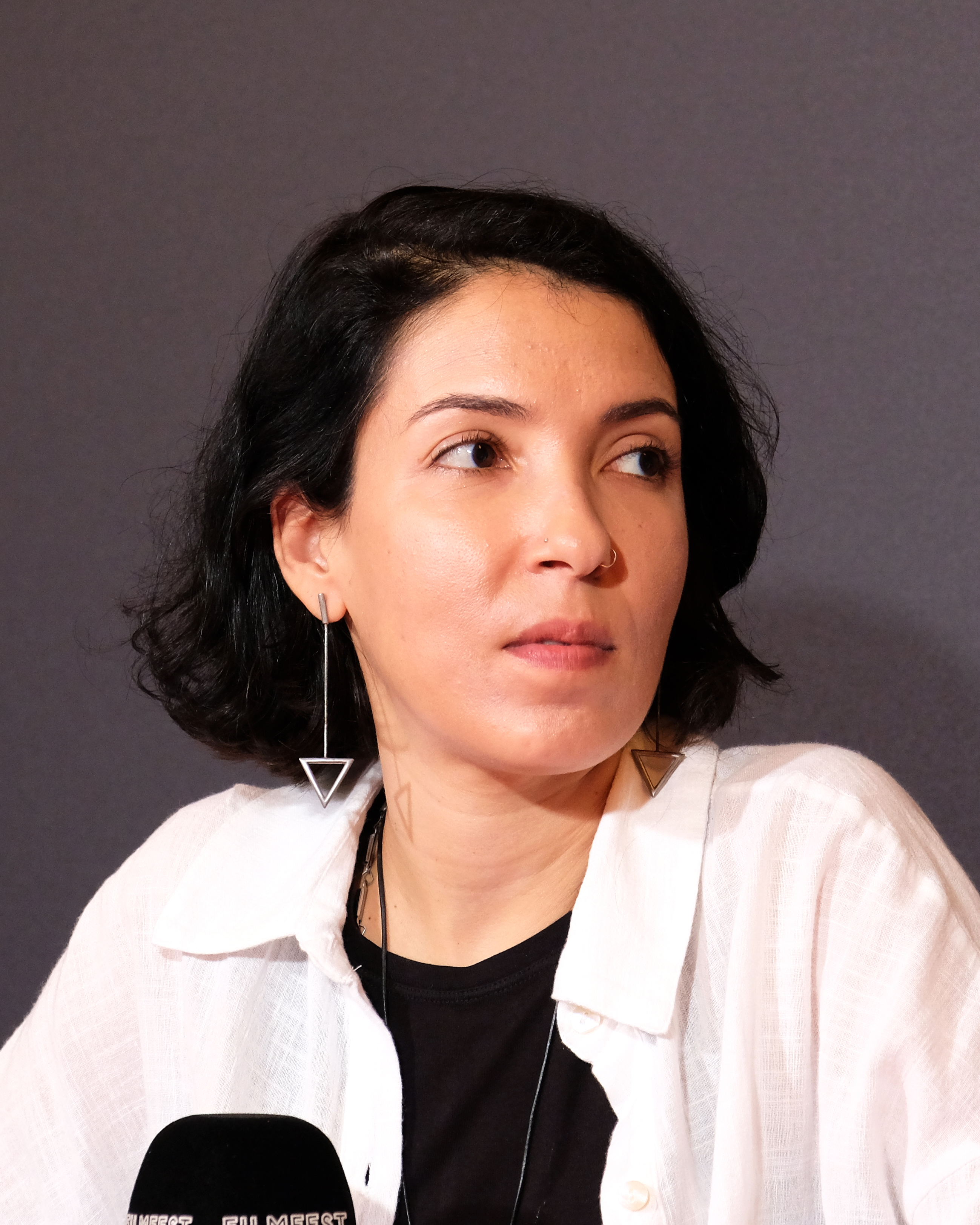
Anita Rocha da Silveira concibió y dirigió la película, que surgió de su observación de problemas sociales.

Según la directora Anita Rocha da Silveira, también responsable del guion, la película tiene su origen en su propia observación de la sociedad brasileña de los últimos años, que ha retomado la defensa de un modelo de mujer "bella, modesta y hogareña". Además, la cineasta tenía conocimiento de una serie de informes periodísticos de 2015 que informaban sobre ataques a mujeres jóvenes consideradas "promiscuas" por parte de también mujeres.
La noticia impulsó a Anita a recordar inmediatamente el mito de Medusa. En la versión más conocida del mito, Medusa era una de las doncellas más hermosas y sacerdotisa del templo de Atenea. Sin embargo, cedió ante los avances de Poseidón, enfureciendo a Atenea, la diosa virgen. Como castigo, Atenea transformó el hermoso cabello de Medusa en serpientes y desfiguró su rostro hasta el punto de convertir en piedra a cualquiera que la mirara. Medusa fue castigada por su sexualidad, por desear y por no ser "pura". A partir de esta combinación de mito y realidad, Anita se dio cuenta de que, incluso después de siglos, las mujeres todavía quieren controlarse unas a otras. Quizás sea una manera de mantener el control sobre sí mismos, ya que crecieron con miedo de ceder a sus impulsos y ser etiquetadas como "histéricas". El control también pasa por la apariencia y la belleza, ya que está arraigada en sus mentes la idea de que éstos son sus principales atributos. Hacen dieta para alcanzar un peso “estándar” y se someten a dolorosos procedimientos cosméticos con la esperanza de mantenerse jóvenes para siempre.

### Proceso de casting
Mariana (interpretada por Mari Oliveira ) es el personaje principal de la película y es retratada como una hermosa joven que, junto con sus amigas, forma parte de un grupo llamado Preciosas do Altar, en el que se esfuerzan por no caer en la tentación. Anita ya había trabajado con Mari en su primer largometraje, Kill Me Please, y escribió el papel especialmente para la actriz. Más de 200 jóvenes, entre actores y actrices, fueron audicionados para el casting. Anita trabajó con el productor de casting Giovani de Barros, quien había sido su amigo durante muchos años. Fueron invitados algunos actores, como Bruna Linzmeyer, que ya era amiga personal del director, y Thiago Fragoso, recomendado por el productor ejecutivo, quien siempre dijo que sería un excelente pastor, y la propia Anita habló con el actor sobre el papel. Joana Medeiros, que interpreta a la enfermera, e Inez Viana, que hace una aparición especial, también fueron especialmente elegidas. Sin embargo, la mayoría del elenco joven fue elegido a través de audiciones abiertas en las redes sociales.

### Desarrollo
La concepción de Medusa comenzó en 2015 y el rodaje tuvo lugar antes de la pandemia de COVID-19 en noviembre de 2019. Producida por Bananeira Filmes de Vania Catani y MyMama Entertainment de Mayra Faour Auad, la película es distribuida por Vitrine Filmes a través del proyecto Sessão Vitrine, contemplado por el PROAC 34/2022, programa de incentivo a la cultura del Gobierno del Estado de São Paulo y de la Secretaría de Cultura y Economía Creativa del Estado de São Paulo.

## Lanzamiento
La película tuvo su estreno mundial el 12 de julio de 2021 en el Festival de Cine de Cannes en Francia, donde fue seleccionada para ser proyectada en la Quincena de Realizadores, que se llevó a cabo entre el 7 y el 17 de julio, en paralelo a la muestra oficial del festival. La película logró una buena acogida en el festival francés, impulsando su gira mundial de festivales de cine. El 15 de septiembre de 2021 se estrenó en Canadá, siendo uno de los platos fuertes del 46º Festival Internacional de Cine de Toronto. Diez días después, el 25 de septiembre, se volvió a proyectar en Francia en el Festival Reflets du Cinéma Ibérique et Latino Américain, en Villeurbanne. El 7 de octubre fue aplaudida en España durante el Festival de Cine de Sitges, también conocido como Festival Internacional de Cine Fantástico de Cataluña. Durante octubre de 2021, la película continuó girando por países europeos, siendo exhibida en Italia en el Festival de Milán, nuevamente en Francia en el Festival Internacional de Cine de La Rouche-sur-Yon, y en Austria, donde fue presentada en el Festival Internacional de Cine de Viena - Viennale - el día 23. En Brasil se presentó oficialmente en el Festival de Río.
El 26 de octubre, Medusa se estrenó en el Festival Internacional de Cine de Filadelfia en Estados Unidos. El 6 de noviembre se presentó en Suiza en el 27º Festival Internacional de Cine de Ginebra. Se proyectó en el Raindance Film Festival el mismo día (6), en el Reino Unido, cerrando la muestra cinematográfica del evento. Se mostró nuevamente en Estados Unidos en el AFI Latin American Film Festival. Las proyecciones del festival de cine continuaron en 2022. A principios de año, el 26 de enero, participó en el Festival Internacional de Cine de Rotterdam en los Países Bajos. Se proyectó en festivales de cine de todo Estados Unidos, incluido el Festival Internacional de Cine de Miami el 6 de marzo, el Festival de Cine de Milwaukee el 22 de abril y el Festival de Cine de Maryland el 29 de abril. Fue seleccionada para el Festival de Cine Brasileño de París, siendo exhibida el 31 de marzo. En Asia, la película se estrenó en Corea del Sur en el Festival de Cine de Jeonju el 29 de abril. El 25 de junio se estrenó en Alemania durante el 39º Festival de Cine de Múnich, mostrándose en la sección competitiva CineVision.
Comercialmente, la película se estrenó en Francia el 16 de marzo de 2022. El 29 de julio tuvo un estreno limitado en Estados Unidos. Se distribuyó en cines en Polonia a partir del 14 de agosto. En Alemania, Medusa llegó a los cines el 1 de diciembre. En Brasil, el lanzamiento comercial recién se produjo el 16 de marzo de 2023. La película fue distribuida en varias ciudades brasileñas, entre ellas São Paulo, Río de Janeiro, Aracaju, Belo Horizonte, Brasilia, Fortaleza, Goiânia, João Pessoa, Palmas, Porto Alegre, Recife, Salvador y Vitória. La distribución corrió a cargo de Vitrine Filmes a través del proyecto Sessão Vitrine.

## Recepción

### Crítica

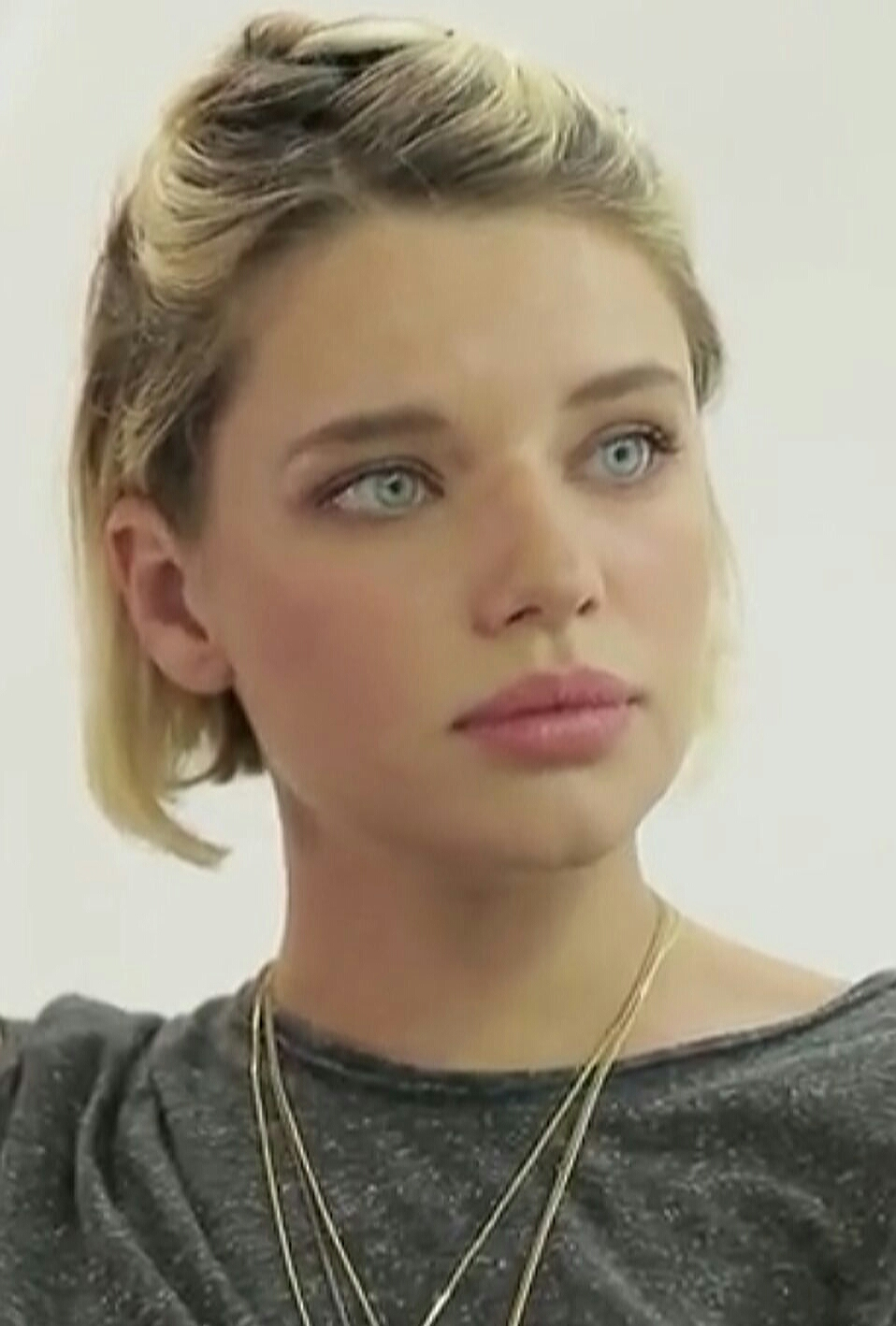
La escena de apertura de la película con Bruna Linzmeyer fue destacada como uno de los momentos más destacados de la película.

Medusa recibió amplios elogios de la crítica internacional y nacional. En Rotten Tomatoes, el 84% de las 44 reseñas son positivas, con una calificación promedio de 7,4/10. Y el consenso del sitio afirma: "En una mezcla tonal elegante y bien interpretada, Medusa confronta la hipocresía religiosa y el sexismo con una ira vigorizante". A su vez, Metacritic le asignó un promedio ponderado de 67 sobre 100 basado en 10 reseñas. La película fue bien recibida y ganó premios en varios festivales de cine donde se proyectó, especialmente a nivel internacional. Escribiendo para el sitio web Omelete, Paula Febbe dijo que la película combina elementos de mitología, horror y religión para criticar a la extrema derecha y promover la liberación de las mujeres de diversas formas de opresión. Febbe escribió que no es una película de terror intensa y que, aunque el horror está presente en la atmósfera y la aterradora proximidad a la realidad, no se apoya en sustos repentinos, sobrenaturalidad y escenas sangrientas. En cambio, la película utiliza de manera magistral y provocativa lo grotesco y lo siniestro dentro del género del terror. Destacó la escena de apertura, donde Bruna Linzmeyer se contorsiona en un baile que la hace parecer un insecto luchando por sobrevivir al insecticida, señalando que es una de las mejores escenas que ha visto en una película de terror nacional.
Para Plano Crítico, Roberto Honorato escribió que la película se centra en la construcción de unas escenas que mezclan la tensión del thriller norteamericano con la estética del cine italiano, inspiradas en el estilo de directores como Bava o Argento, y mucho de ello se resalta en el uso de la excelente, inquietante banda sonora de Bernardo Uzeda, influenciada por bandas como Goblin (que hizo grandes colaboraciones con Dario Argento ) o Tangerine Dream. La combinación del rock gótico de Siouxsie & The Banshees con el MPB de Marina Lima en su versión de “Uma Noite e ½” es una de las decisiones más inteligentes de la película, que hace aún más atractiva la combinación de thriller, drama, comedia y musical.
Cecília Barroso, para el sitio Cenas de Cinema, escribió que la obra presenta complejidad tanto en su forma como en su contenido. Como terror de primera calidad, incorpora influencias de varias escuelas del género. Lo tradicional se funde con la energía de un cine inventivo, resaltado por la fuerza de una trama que destila la juventud que representa, un elemento todavía muy presente -de manera muy positiva- en la obra del director. Rocha da Silveira utiliza colores y luces para crear un ambiente impactante, empleando el neón para enfatizar la escena, centralizando los cuerpos, exponiéndolos u ocultándolos según sea necesario para evocar las sensaciones deseadas, y domina perfectamente el uso de la banda sonora, tanto en la manipulación del sonido como en la selección de canciones. En su impresionante collage pop, crea el escenario ideal para una historia que aborda el presente surrealista al que nos enfrentamos, incluso si en la ficción aún está por venir.

### Premios y nominaciones
| Año  | Evento                                                      | Categoría                                          | Nominación                                      | Resultado | Ref.   |
| ---- | ----------------------------------------------------------- | -------------------------------------------------- | ----------------------------------------------- | --------- | ------ |
| 2021 | Festival de Cinema Raindance                                | Mejor película internacional                       | Medusa                                          | Nominada  | [ 25 ] |
| 2021 | Festival de Cine de Sitges                                  | Mejor película                                     | Medusa                                          | Nominada  | [ 25 ] |
| 2021 | Festival de Cine de Sitges                                  | Mejor dirección                                    | Anita Rocha da Silveira                         | Ganadora  | [ 25 ] |
| 2021 | Festival Internacional de Cine de San Sebastián             | Premio Sebastiane Latino                           | Medusa                                          | Ganadora  |        |
| 2021 | Festival de Rio                                             | Mejor película (Première Brasil)                   | Medusa                                          | Ganadora  | [ 25 ] |
| 2021 | Festival de Rio                                             | Mejor actriz de reparto                            | Lara Tremouroux                                 | Ganadora  | [ 25 ] |
| 2022 | Festival de Cine de Múnich                                  | Mejor película de Director Emergente               | Medusa                                          | Nominada  |        |
| 2022 | Festival Internacional de Cine Independente de Buenos Aires | Mejor película                                     | Medusa                                          | Nominada  |        |
| 2022 | Festival Internacional de Cine de Miami                     | Premio Knight Marimbas                             | Medusa                                          | Nominada  |        |
| 2022 | Festival Internacional de Cine de Miami                     | Mención honrosa de la audiencia                    | Mariana Oliveira                                | Ganadora  |        |
| 2022 | Festival Internacional de Cine de Palm Springs              | Mejor película Iberoamericana                      | Medusa                                          | Nominada  | [ 25 ] |
| 2022 | Festival Internacional de Cine de Palm Springs              | Mención honrosa a la Mejor película Iberoamericana | Medusa                                          | Ganadora  | [ 25 ] |
| 2022 | IndieLisboa International Independent Film Festival         | Mejor película Internacional                       | Medusa                                          | Nominada  | [ 25 ] |
| 2022 | IndieLisboa International Independent Film Festival         | Premio especial TVCine Channels                    | Anita Rocha da Silveira                         | Ganadora  | [ 25 ] |
| 2022 | Jeonju International Film Festival                          | Mejor película Internacional                       | Medusa                                          | Nominada  |        |
| 2022 | Prêmio ABC de Cinematografia                                | Mejor Montaje                                      | Marilia Moraes                                  | Nominada  | [ 26 ] |
| 2022 | Prêmio ABC de Cinematografia                                | Mejor sonido                                       | Bernardo Uzeda, Gustavo Loureiro y Evandro Lima | Nominados | [ 26 ] |
| 2022 | Prêmio ABC de Cinematografia                                | Mejor dirección de fotografía de un largometraje   | João Atala                                      | Nominado  | [ 26 ] |
| 2022 | Tromsø International Film Festival                          | Mejor película Internacional                       | Medusa                                          | Ganadora  | [ 27 ] |
| 2022 | Tromsø International Film Festival                          | Aurora Award                                       | Anita Rocha da Silveira                         | Ganadora  | [ 27 ] |